# 長野県道368号村山豊野停車場線
長野県道368号村山豊野停車場線（ながのけんどう368ごう むらやまとよのていしゃじょうせん）は、長野県長野市を通る一般県道。

## 概要
長野市・須坂市境に架かる国道406号村山橋の西詰から、千曲川左岸を進み豊野駅に至る路線である。概ね旧北国街道東脇往還（松代道）に相当し、並行する国道18号（アップルライン）に対し本路線は長沼地域・豊野地域の集落内を進む。
起点の村山橋西交差点で国道406号から分かれると、長野電鉄長野線の築堤をくぐり、千曲川左岸の堤防へと上る。ここから3kmほどは堤防道路を進み、長沼地域内のクランクが続く旧道をバイパスする。長沼支所裏手の、令和元年東日本台風による破堤箇所付近で堤防を下り、赤沼集落内を進む。国道18号（アップルライン）を越えると道幅が広がり、浅川を渡ると豊野地域に入る。続けてしなの鉄道北しなの線を渡り、豊野駅前の商店街を抜けると豊野駅北口で終点となる。
2020年（令和2年）までは、長野市大町付近で堤防を下り、長沼地域の各集落を4回ほどクランクしながら進んでいた。この旧道沿いには戦国時代の長沼城や江戸時代初期の北国街道東脇往還（松代道）長沼宿があり、長沼神社には武田信玄手植えの欅と伝える古木がある。
また、起点の国道406号交点は、もともと村山橋の西詰で接続していたが、橋の架け替え時に接続部分にあった踏切道（長野電鉄長野線のもの。村山橋は鉄道道路併用橋である）が閉鎖され、通行できなくなった。これ以降、本路線への出入りには、村山橋の下をくぐる長野市道への迂回を要していたが、2021年（令和3年）に旧起点から200mほど西方で国道406号に接続する取り付け道路が開通したことにより、再び国道406号から直接出入りできるようになった。

### 路線データ
- 起点：長野市村山（村山橋西交差点＝国道406号交点）
- 終点：長野市豊野町豊野（JR飯山線・しなの鉄道豊野駅）
- 延長：6.1km
- 幅員
  - 起点 - 千曲川堤防道路取付部：2車線
  - 千曲川堤防道路上 - 赤沼交差点：1.5車線
  - 赤沼交差点 - 長野市豊野町豊野西町地籍：2車線
  - 長野市豊野町豊野西町地籍 - 豊野駅：1.5車線

### 主要構造物
- 大道橋（だいどうばし＝長野市豊野町豊野）
  - 全長 - 41.0m
  - 幅員 - 12.0m
  - 浅川に架かる橋梁。
- 豊野跨線橋（とよのこせんきょう＝長野市豊野町豊野）
  - 全長 - 77.8m
  - 幅員 - 12.0m
  - しなの鉄道北しなの線に架かる橋梁。1987年（昭和62年）架設。

## 通過する自治体
- 長野市

## 歴史
- 2009年（平成21年）ごろ - 起点において、国道406号・長野電鉄長野線村山橋の架け替えに伴う踏切道の閉鎖により、国道406号から本路線への出入りができなくなる。
- 2020年（令和2年）11月1日 - 区域変更。それまで長沼地域のうち大町・穂保集落内の旧北国街道東脇往還を経由していた区間（L=2.8km）を、千曲川堤防道路経由（L=2.5km）に変更[1][2]。
- 2021年（令和3年）3月31日 - 起点付近において、長野電鉄長野線の築堤をくぐる取り付け道路が供用開始[3]。再び国道406号と接続する。
- 2022年（令和4年）7月28日 - 区域変更。長沼地域のうち津野・赤沼集落内で主に旧北国街道東脇往還を経由している現道（L=2.5km）に並行して、主に千曲川堤防道路を経由する区間（L=4.9km）が区域に追加される[4]

## 交差・接続する道路
- 村山橋西交差点（長野市村山＝起点）
  - 国道406号
- 長沼支所付近（長野市穂保）
  - 新道
- 赤沼交差点（長野市赤沼）
  - 国道18号（アップルライン）
- 本町五バス停付近（長野市豊野町豊野）
  - 新道・長野県道399号長野豊野線 - ※ここから重複区間
- 鈴木医院バス停付近（長野市豊野町豊野）
  - 長野県道399号長野豊野線 - ※ここまで重複区間

### 新道
- 長沼支所付近（長野市穂保＝新道起点）
  - 現道
- 小布施橋西詰（上高井郡小布施町小布施吉島）
  - 長野県道66号豊野南志賀公園線 - ※ここから重複区間
- 豊野交差点（長野市豊野町浅野）
  - 国道18号（アップルライン）
- 東町交差点（長野市豊野町豊野）
  - 長野県道66号豊野南志賀公園線（起点） - ※ここまで重複区間
  - 長野県道399号長野豊野線 - ※ここから重複区間
- 本町五バス停付近（長野市豊野町豊野＝新道終点）
  - 現道

## 沿道
- 長野市第四給食センター
- 長沼城跡
- 長野市役所 長沼支所
- 玅笑寺
- 大田神社
- JR東日本 長野新幹線車両センター
- しなの鉄道・JR 豊野駅（北口）

### 新道
- 千曲川流域下水道下流処理区終末処理場（クリーンピア千曲）
- 長野市役所 豊野支所
  - 長野市消防局 鶴賀消防署豊野分署
- 豊野駅（南口）